# تشودري غلام عباس
محمد مصعب ميرزا والمعروف بـ تشودري غلام عباس (1904-1967) سياسي بارز في جامو وكشمير، ورئيس حزب المؤتمر الإسلامي، بعد هجرته إلى باكستان في عام 1947 أصبح رئيسًا لحكومة أزاد كشمير.
توفي عباس في راولبندي في 18 ديسمبر 1967، ودُفِنَ في فايز آباد بالقرب من راولبندي بالقرب من العاصمة إسلام آباد بباكستان.

## نشأته
ولد تشودري غلام عباس في عائلة تشودري نواب خان الكشميرية المسلمة في 4 فبراير 1904 في جامو، وتخرج من كلية أمير ويلز في جامو، وحصل على شهادة في القانون من كلية لاهور للقانون وبدأ حياته المهنية كمحام في جامو.
أعاد تنظيم المنظمة الاجتماعية السياسية للشباب المسلم، والتي تأسست في وقت سابق من عام 1909 وكانت المنصة الوحيدة التي استخدمها المسلمون لرفع صوتهم السياسي في جامو وكشمير، ونظمت هذه المنظمة بعض المظاهرات الحاشدة ضد حكم المهراجا دوجرا.
ثم قام غلام عباس بتأسيس مؤتمر جميع مسلمي جامو وكشمير، وكان رئيسه شيخ محمد عبد الله، بينما انتخب تشودري غلام عباس أمينًا عامًا له، ثم تم تغيير اسم الحزب إلى مؤتمر جامو وكشمير الوطني، وطور شيخ محمد عبد الله علاقته مع نهرو والمؤتمر الوطني الهندي، فانسحب تشودري غلام عباس من المؤتمر الوطني. وأعاد إحياء المؤتمر الإسلامي بقيادته بالتعاون مغ آغا شوكت علي، وطالب المؤتمر الإسلامي بانضمام كشمير إلى باكستان في 19 يوليو 1947.
قام تشودري غلام عباس بحملة من أجل انضمام شعب جامو وكشمير إلى باكستان، وسافر إلى باكستان عام 1948 بعد دخول وقف إطلاق النار في نزاع كشمير حيز التنفيذ، وعمل كرئيس حكومة آزاد كشمير حتى عام 1951. وقدم قضية باكستان في الأمم المتحدة مع محمد إبراهيم خان.
وفي عام 1951 استقال من منصبه كرئيس لحكومة آزاد كشمير ولم يشارك في السياسة الحكومية بعد ذلك.

## وفاته
توفي متأثرا بسرطان المعدة في 18 ديسمبر 1967، ودفن في فايز آباد بالقرب من راولبندي بباكستان. وفي عام 1995 أصدرت الخدمات البريدية الباكستانية طابعًا بريديًا تذكاريًا لتكريمه، وفي عام 2006 تم تنظيم حدث عام في روالبندي بباكستان للاحتفال بذكرى وفاته في 19 ديسمبر 2006، حيث أشاد به قادة مؤتمر مؤتمر عموم مسلمي جامو وكشمير.